# Alfarería de fuego

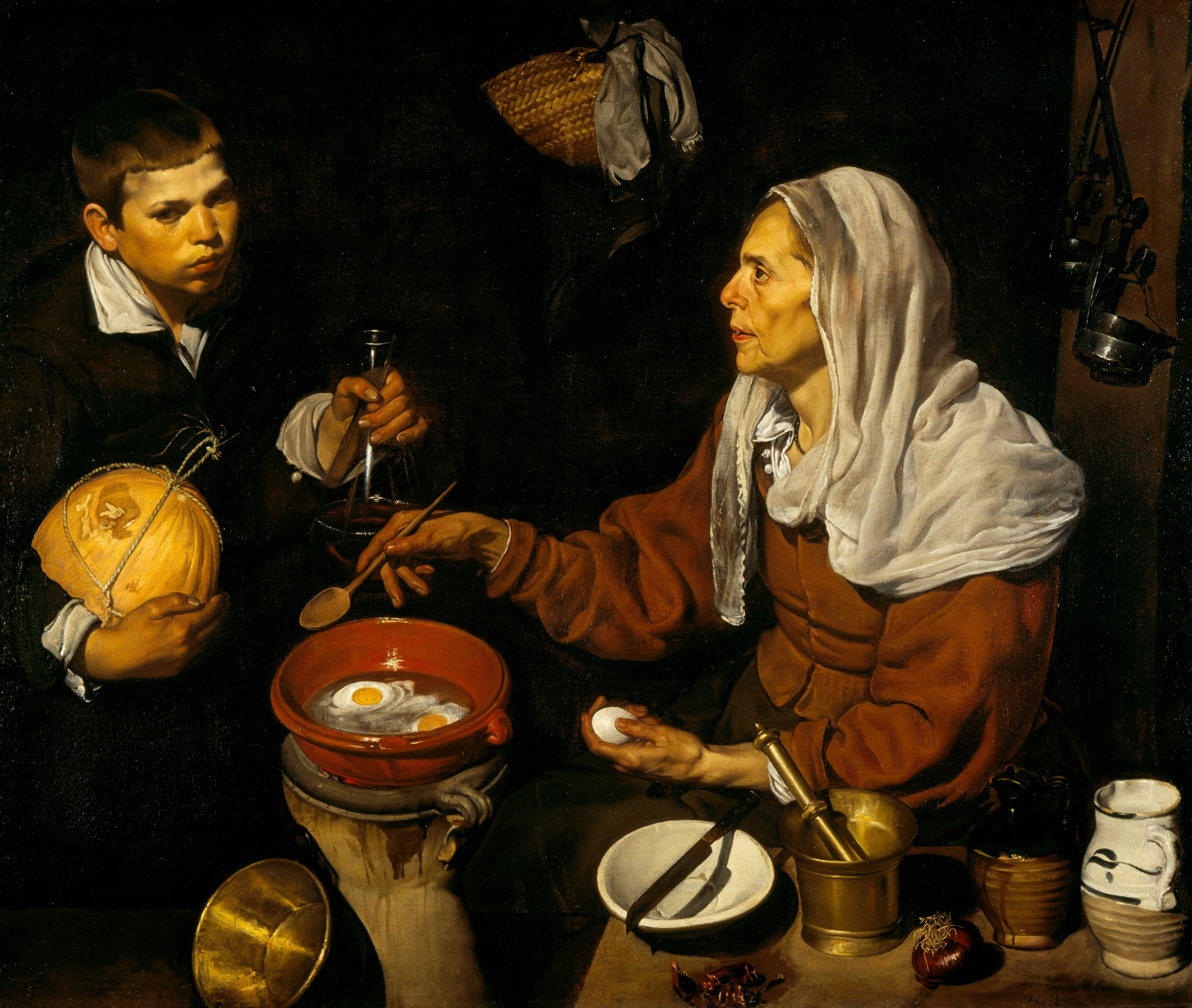
Vieja friendo huevos, pintado por Velázquez en 1618. De izq. a dcha: un anafe (hornillo) con una cazuela de barro; un plato hondo ("lebrillo chico") de blanco triana; una jarra (alcuza o botija baja) con babero vidriado en verde, y una jarra de loza estannífera, decorada con motivos vegetales en azul cobalto. National Gallery of Scotland.

Alfarería de fuego,  obra de fuego y ollería, son algunos de los nombres que recibe el conjunto de cacharros de barro, tanto sean de basto o con mayor frecuencia vidriados, que en la fábrica alfarera se producen con destino a tareas de cocina o de contacto con el fuego. La clave selectiva en el trabajo de ollería son las arcillas empleadas en su fabricación, cuya composición y propiedades las hacen aptas para resistir fuentes de calor (el tradicional fuego bajo del hogar, del lar o de la hoguera), no siendo adecuadas sin embargo para producir alfarería de agua.
Entre las piezas que pueden reunirse en este capítulo de la cacharrería de barro están: los diferentes tipos de vasijas de la familia de las ollas, marmitas y pucheros, los hornillos, fogones y/o anafes, los asadores, comales, determinado tipo de tostadores, las chocolateras y los escalfadores, los calienta-camas y/o caloríferos, las cazuelas y cacerolas de muy diferentes tamaños, además de pequeños hornos domésticos, redomas, sahumerios e incensarios, atifles o trébedes para el horno, los ladrillos de cocina y determinados tipos de baldosa, azulejos y tejas. También, por su relación con el fuego antes que por la composición de sus arcillas, podrían incluirse los candiles y palmatorias.
La lista puede ampliarse añadiendo innumerables ollas y pucheros nombrados con endemismos lingüísticos de más o menos autoridad; como por ejemplo el "tupi", la "xerreta" o el "xinete" de cuatro asas.

## Desuso, desarraigo y desaparición
La historia de la "obra de fuego" es un capítulo más del eclipse cultural artesano. Objetos que durante siglos fueron imprescindibles en la vida cotidiana de las diferentes sociedades humanas, pasaron a ser piezas coleccionables por su valor etnográfico o trastos inútiles a pesar de su belleza.
La historiadora Natacha Seseña explicaba que las razones fundamentales de ese cambio había que buscarlas en el éxodo rural a las ciudades, la mecanización de las labores agrícolas, el uso masivo de nuevos medios de comunicación entre los campesinos y, finalmente, la desaparición de los alfareros. Otro golpe a favor de la comodidad y el progreso, indiscutiblemente necesarios, lo supuso la popularización de la cacharrería no perecedera y la vertiginosa dinámica de la sociedad de consumo. ¿Pudiendo tener una cazuela de acero inoxidable, una vajilla vitrificada o una olla a presión, para qué seguir trasteando con los cacharros de la abuela? Y habiendo calefacciones de todo tipo y mantas eléctricas ¿qué sentido tienen ya los calientacamas de barro y los "caloríferos"? Todas estas y otras muchas reflexiones también forman parte del pasado, aunque sólo son aplicables al Occidente socioeconómicamente desarrollado.

## Galería

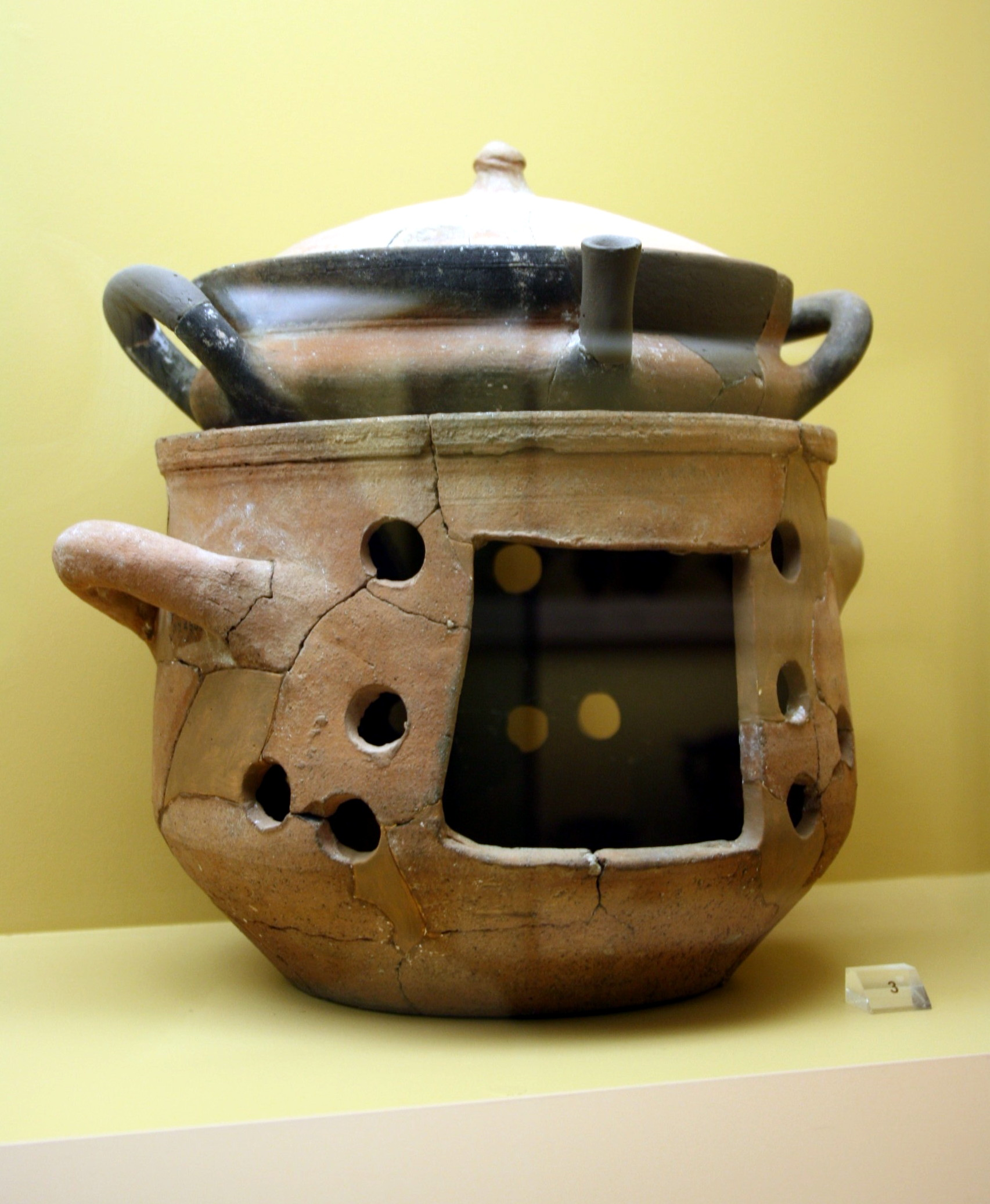
Cazuela con tapa sobre un hornillo o anafre (siglos VI-IV a. C.). Museo de la Antigua Agora de Atenas.
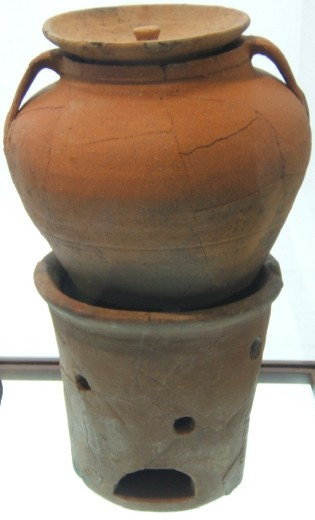
Olla con tapa (anafre andalusí del siglo XIV). Museo de Medina Azahara, (Córdoba, España).
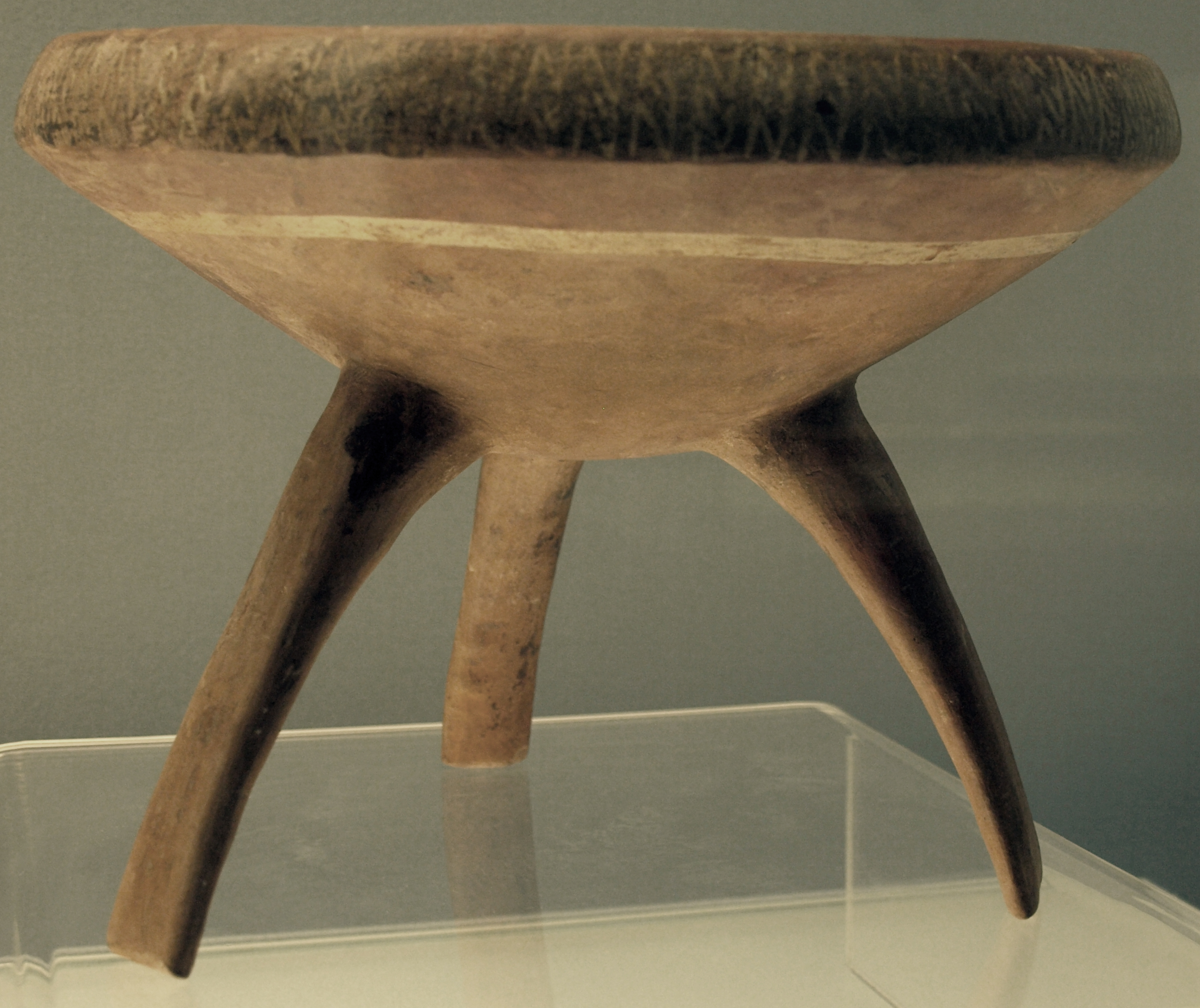
Hornillo de arcilla de la Cultura Dawenkou. Museo de Shanghái.
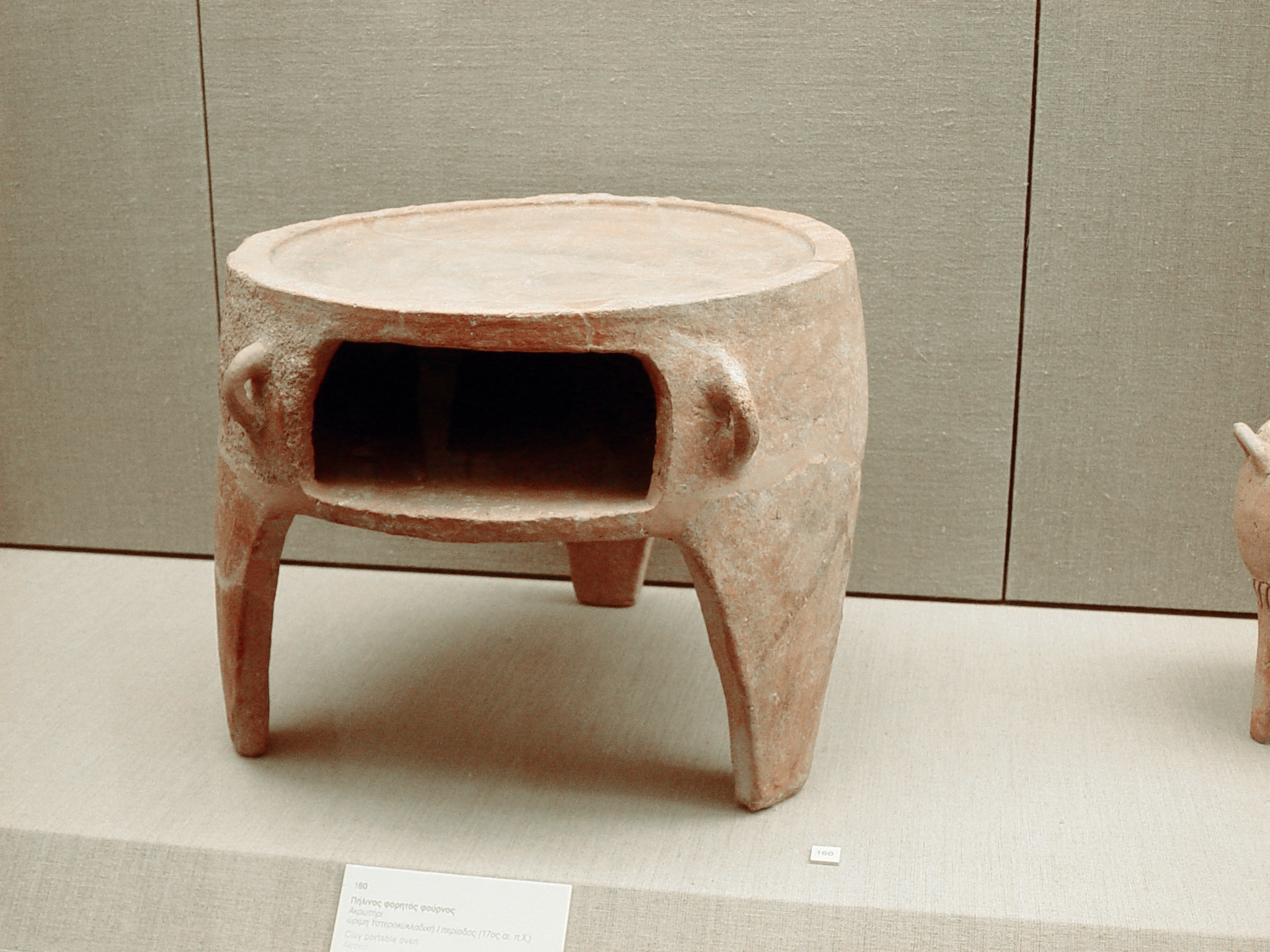
Hornillo primitivo hallado en Akrotiri, isla Santorini. Museo de las Cícladas (Grecia).